# 克魯特伊亞爾 (赫爾松區)
46°46′19″N 32°29′8″E / 46.77194°N 32.48556°E
克魯特伊亞爾（烏克蘭語：Крутий Яр）是乌克兰南部赫尔松州赫尔松区乔尔诺巴伊夫卡市镇內的村落。該村面積0.28平方公里，海拔高度26米，2001年人口201，人口密度每平方公里710.3人。